# مارک گینه نو

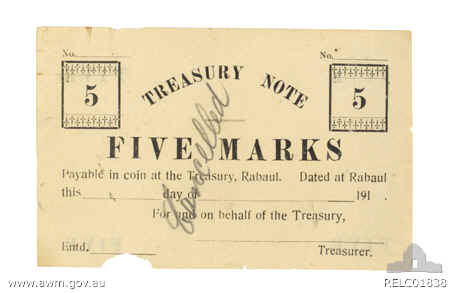
اسکناس خزانه ۵ مارکی صادر شده توسط مقامات استرالیا

مارک گینه نو (به آلمانی: Neuguinea-Mark) یکای پول مستعمره گینه نو آلمان بین سال‌های ۱۸۸۴ و ۱۹۱۱ بود. این ارز برابر با مارک آلمان بود.
در ابتدا فقط پول آلمان در گردش بود. پس از مذاکرات طولانی، کمپانی گینه نو در سال ۱۸۹۴ مجوز ضرب سکه‌های خود را دریافت کرد. این پول در سال ۱۸۹۴ با سکه‌هایی که به‌طور خاص برای گینه نو ضرب شدند تکمیل شد. از آن زمان به بعد این سکه‌ها در گینه نو ارز قانونی پرداخت با همان ارزش در کنار سکه‌های امپراتوری بودند. در ۱ آوریل ۱۸۹۹ اداره مستعمره گینه نو به‌دست امپراتوری آلمان افتاد و تصمیم گرفته شد که دیگر سکه گینه نو تولید نشود. در ۱۵ آوریل ۱۹۱۱، این سکه‌ها سرانجام از گردش خارج شدند.
در سال ۱۹۱۴، در طول جنگ جهانی اول، گینه نو آلمان به سرعت توسط استرالیا اشغال شد. در آن سال، مقامات استرالیا اسکناس‌های خزانه داری را با علامت مارک منتشر کردند. در سال ۱۹۱۵، مارک با پوند استرالیا جایگزین شد.

## سکه

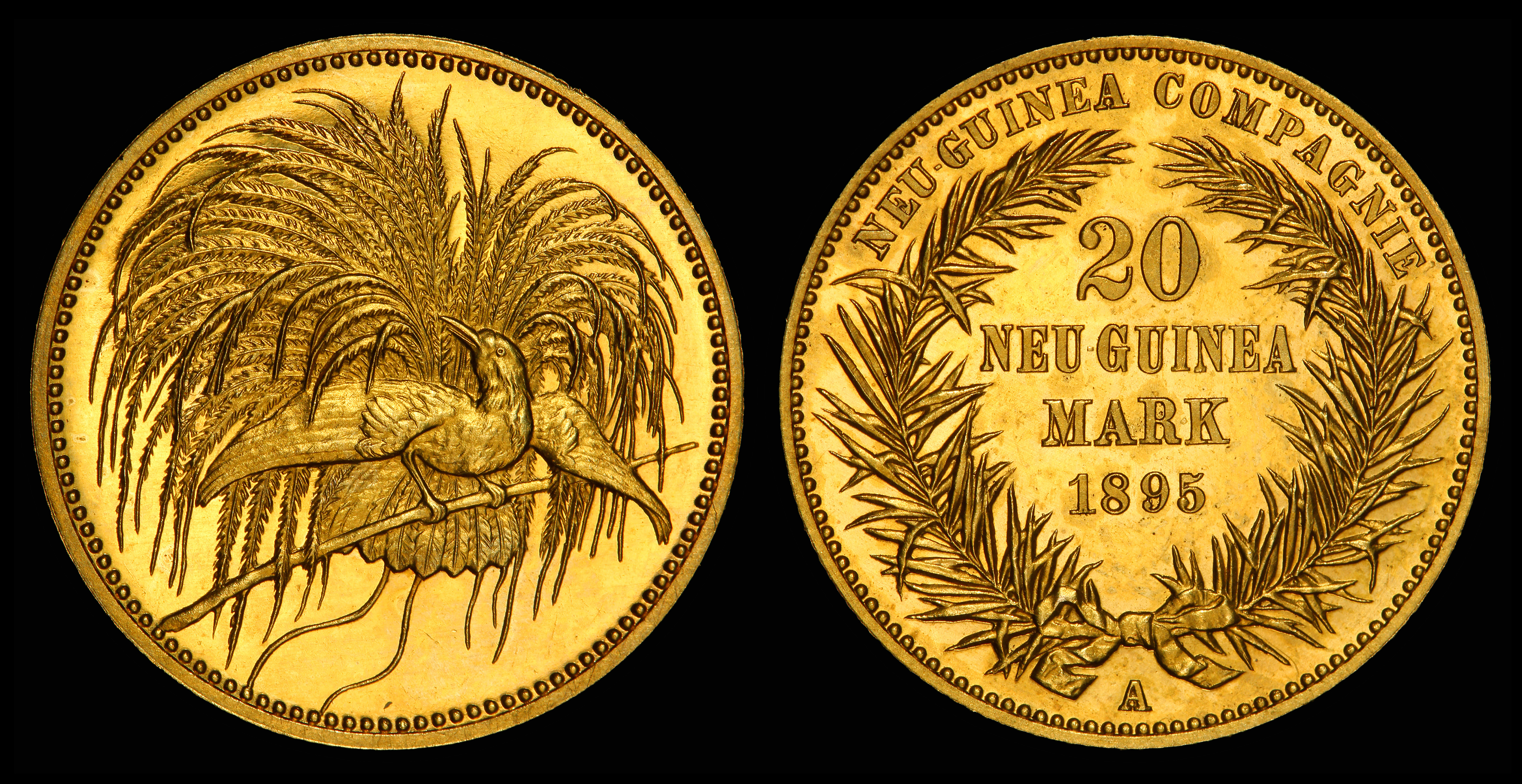
۱۸۹۵ سکه ۲۰ مارک طلا توسط کمپانی گینه نو آلمان صادر شد.

در سال ۱۸۹۴، کمپانی گینه نو سکه‌های برنز ۱، ۲ و ۱۰ فنیگ و سکه‌های نقره ۰٫۵، ۱، ۲ و ۵ مارک منتشر کرد و پس از آن قطعات طلای ۱۰ و ۲۰ مارک در سال ۱۸۹۵ منتشر شد.

## اسکناس
بین سال‌های ۱۹۱۴ تا ۱۹۱۵، اسکناس‌های خزانه داری گینه نو با مارک‌های ۵، ۱۰، ۲۰، ۵۰ و ۱۰۰ منتشر شد. این اسکناس‌ها امروز بسیار نادر هستند.